# Parc régional de culture et de loisirs de Silésie
 (décembre 2010).
Si vous disposez d'ouvrages ou d'articles de référence ou si vous connaissez des sites web de qualité traitant du thème abordé ici, merci de compléter l'article en donnant les références utiles à sa vérifiabilité et en les liant à la section « Notes et références ».

Logo du parc régional de culture et de loisirs de Silésie.

Le parc régional de culture et de loisirs de Silésie général Jerzy Ziętek (en polonais : Wojewódzki Park Kultury i Wypoczynku im. Gen. Jerzego Ziętka, ou WPKiW) est le plus grand parc de Pologne, localisé dans la voïvodie de Silésie. Il est surnommé le « poumon vert de Silésie ». La majeure partie du parc est située à Chorzów, mais de moindres parties occupent le territoire de Katowice. Il couvre une superficie de 620 hectares. Il est un des plus vastes parcs urbains d’Europe, plus grand que Central Park à New York. Il constitue une zone verte dans l’environnement industriel de Silésie. C’est un endroit de détente et de repos. Il inclut plusieurs bases de loisirs et localités culturelles. Il présente une diversité de faune (par exemple le jardin zoologique) et de flore (par exemple la Roseraie).

## Histoire
La décision de la création du parc à Chorzów a été prise en 1950, pendant la réunion du Conseil National de la Voïvodie de Silésie à Katowice. L’initiative venait du général polonais Jerzy Ziętek. Le territoire où le parc devait être construit était dégradé par l’industrie lourde, à 75 % couvert par des remblais, des marais, des décharges et des déchets miniers. Les autorités de l’époque ont décidé de créer pour les habitants de la Haute-Silésie une vaste zone de loisirs et de fonder un refuge pour la nature. La réalisation du projet a été commandée au Comité de Construction du Parc, conduit par le général Jerzy Ziętek. Les travaux ont commencé en 1951. L’initiative a été acceptée avec enthousiasme par la population silésienne. Plusieurs habitants de villes d’environ et personnalités ont participé à la construction.
En créant le parc on a déplacé environ 3,5 millions de mètres cubes de sol et on a apporté 0,5 million de mètres cubes de tourbe. Pour recultiver les terrains verts, on a planté des millions d’arbres, dont les plus fréquents étaient les peupliers, saules, bouleaux, merisiers à grappes, sureaux noirs, résistants à la pollution industrielle. Avec le temps, quand un microclimat convenable a commencé à se créer, on a planté des espèces plus fragiles comme les tilleuls, chênes, hêtres, érables et autres. Un deuxième but des constructeurs du parc était la création de lieux de loisirs et de repos. Le parc a été divisé en deux zones : la première, placée le long de la cité Tysiąclecia, constituait une partie de divertissement, où on a situé le parc d’attraction, la roseraie, la halle d’exposition « Kapelusz », le Stade de Silésie et des allées, des bars et des restaurants; la deuxième était plus calme, à l’écart du bruit de ville, avec le Planétarium, le jardin zoologique, l’exposition de sculpture silésienne et d’autres lieux de repos et de culture.
Dans les années 1950, 60 et 70, le parc a connu le temps de la gloire et du développement continu. Environ 1 300 personnes y ont été employées. Après 1989, le parc a souffert du manque de moyens, de la négligence et de la stagnation. On a pensé à le vendre et à le déclarer en faillite. Enfin, en 2003, il a été privatisé et il est devenu une société par actions. Aujourd’hui il fonctionne bien et constitue un endroit très fréquenté.

## Attractions du parc

### La nature

#### Le Jardin zoologique
La construction du jardin zoologique a commencé en 1954. C’est une des 14 institutions de ce type en Pologne. Il appartient aux jardins zoologiques les plus vastes – il occupe 47,6 ha - et avec le plus grand nombre d’animaux – presque 2250 animaux de plus de 280 espèces de tous les continents. Il possède et protège des espèces menacées d’extinction. C’est un centre éducatif: on y organise des conférences et des promenades, des activités de zoothérapie pour enfants autistes, des expositions et diverses manifestations. C’est aussi un bon site de loisirs. On y trouve plusieurs cafés et petits restaurants, le Mini Zoo pour les enfants, où ils peuvent nourrir et toucher des animaux domestiques sous la surveillance des employés. Le jardin zoologique de Silésie possède de plus une attraction caractéristique: La Vallée des dinosaures, une exposition de reptiles éteints réalisés en béton.

#### La Roseraie
Le projet de la roseraie a été préparé par la SGGW (École d’Agriculture de Varsovie), sous la direction du professeur Władysław Niemirski. L’ouverture officielle a eu lieu au moment de l’ouverture de la première exposition internationale de roses le 24 juin 1968. La roseraie de Chorzów possède la plus grande collection de roses de Pologne et une des plus grandes d’Europe, qui compte environ 270 variétés de roses et environ 30 000 rosiers au total.

### Bâtiments, monuments et art

#### Le Planétarium de Silésie
Le Planétarium de Silésie a été construit en 1955 pour honorer la mémoire de Nicolas Copernic, astronome polonais. La coupole de 23 m forme un écran de ciel artificiel. La salle de spectacle peut accueillir presque 400 personnes. Au planétarium, on organise des conférences et des cours d’astronomie et de géographie et divers spectacles. L’observatoire astronomique possède une lunette avec un objectif de 30 cm, et plusieurs télescopes. Pendant le jour, on peut y observer le Soleil, pendant la nuit les étoiles, les comètes, les planètes et autres avec un grossissement de 750 fois. Le planétarium abrite aussi un cadran solaire, une station climatologique et sismologique, une galerie de portraits des célèbres astronomes polonais et une bibliothèque qui dispose de plus de 10 000 livres et revues. Pour les plus passionnés, il est possible de s’entretenir avec un astronome.

#### Le parc ethnographique de Haute-Silésie
Le parc est un musée en plein air où on peut voir des exemples d'architecture rurale traditionnelle en bois. Les monuments présents dans le parc ethnographique viennent de cinq sous-régions de la Haute Silésie et de la région de Zagłębie Dąbrowskie. La plupart a été construite au XIXe siècle Outre les maisons, il y a des bâtiments sacrés et d’artisanat. On y trouve plusieurs enclos, disposés selon des anciens systèmes, mais aussi des édifices isolés, comme des greniers, un moulin à vent, des chapelles, une tannerie, une auberge et autres. Au centre du parc se trouve l’église de St Joseph Ouvrier.

#### La Halle d’exposition «Kapelusz»
C’est un des lieux les plus caractéristiques du Parc Régional de Culture et de Loisirs de Silésie. Elle occupe une surface de 2 200 m2. Elle a une forme unique de chapeau, comme l’indique son nom polonais. Le « Kapelusz » est l’endroit de plusieurs expositions : exposition de fleurs qui a lieu chaque année, foires du logement, foires zoologiques, fêtes de la bière, etc.

### Installations sportives

#### Le Stade de Silésie
Le Stade de Silésie est un des éléments principaux du parc. Sa construction a commencé en 1951. Son projet a été réalisé par Julian Brzuchowski. Il peut contenir 47 202 spectateurs, mais après sa modernisation, il pourra accueillir environ 55 000 personnes. Le stade a été le témoin de plusieurs matchs de football importants des équipes polonaises et de la représentation de Pologne et d’autres manifestations sportives. On y organise également des concerts de musique et  d’autres fêtes. Le stade offre aussi des locaux spéciaux : des salles de conférences avec un plein équipement multimédia et un système d’interprétation simultanée ; des salles pour le tennis de table, pour la boxe, etc.
D’autres installations sportives dans le Parc Régional de Culture et de Loisirs de Silésie sont entre autres :
- l’embarcadère (centre de loisirs nautique)
- le Parcours aérien « Palenisko »
- le Parc de Paintball
- les Courts de tennis

### Divertissement

#### Le parc d'attractions de Silésie (Śląskie Wesołe Miasteczko)
Nommé Śląskie Wesołe Miasteczko de 1956 à 2016, il est rebaptisé Legendia. Il ouvre en 1959 et s'étend sur 26 hectares. Après des temps de prospérité, les années 1980 ont entraîné une crise, provoquée par le manque de sources de financement. Dorénavant, le parc redevient un endroit très fréquenté. Jusqu’aux années 1990, il ne disposait que de manèges construits en Pologne, puis on a introduit aussi des installations importées. En 2008, 253 000 visiteurs ont franchi ses portes et 182 000 en 2010.
Le parc propose plus de quarante attractions dont trois montagnes russes. Les attractions les plus populaires du parc sont la Grande Étoile (Gwiazda Duża, 35 mètres, 1982), qui est une grande roue ; les Grands Avions (Samoloty Duże) ; le Shoot the Chute (Ześlizg do wody), où le visiteur glisse avec un petit bateau qui aboutit sur l’étang ; le Tic-Tac Tornado ; Apollo 2000 ; Enterprise et le carrousel Balerina.

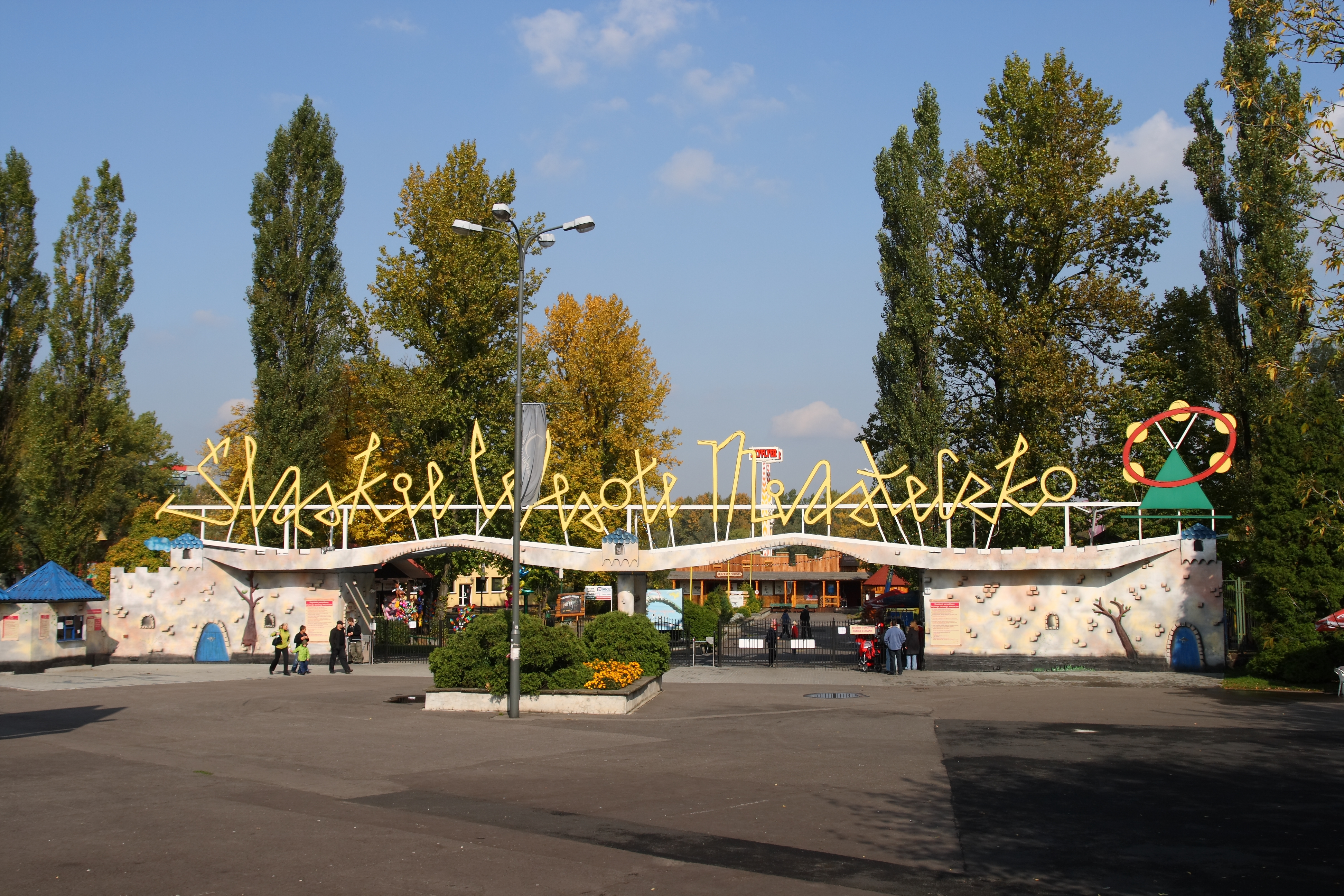
Entrée
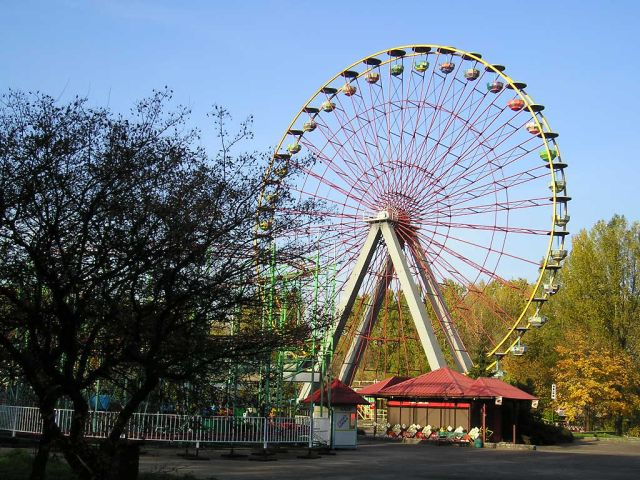
Grande roue Gwiazda Duża
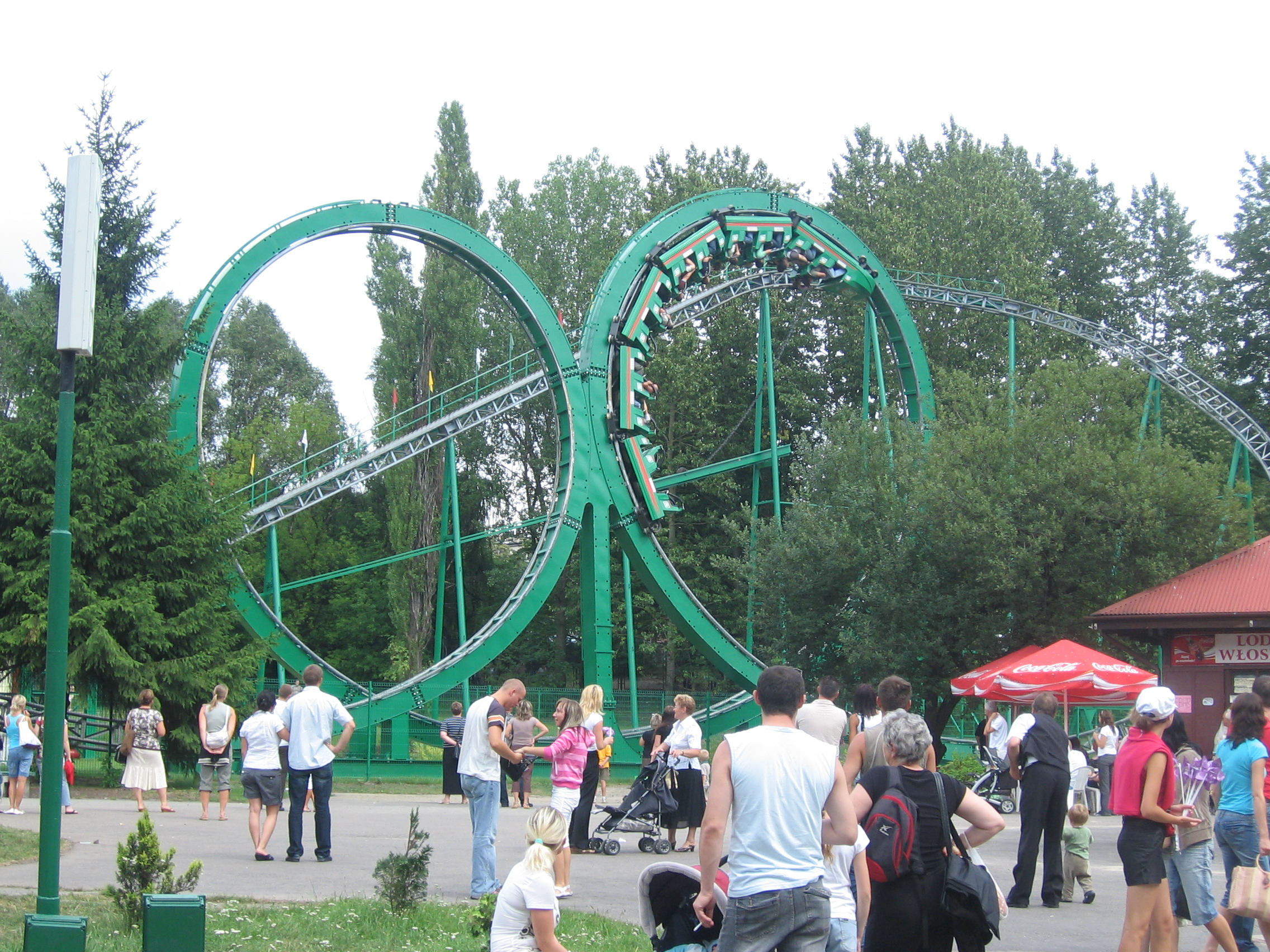
Tic-Tac Tornado
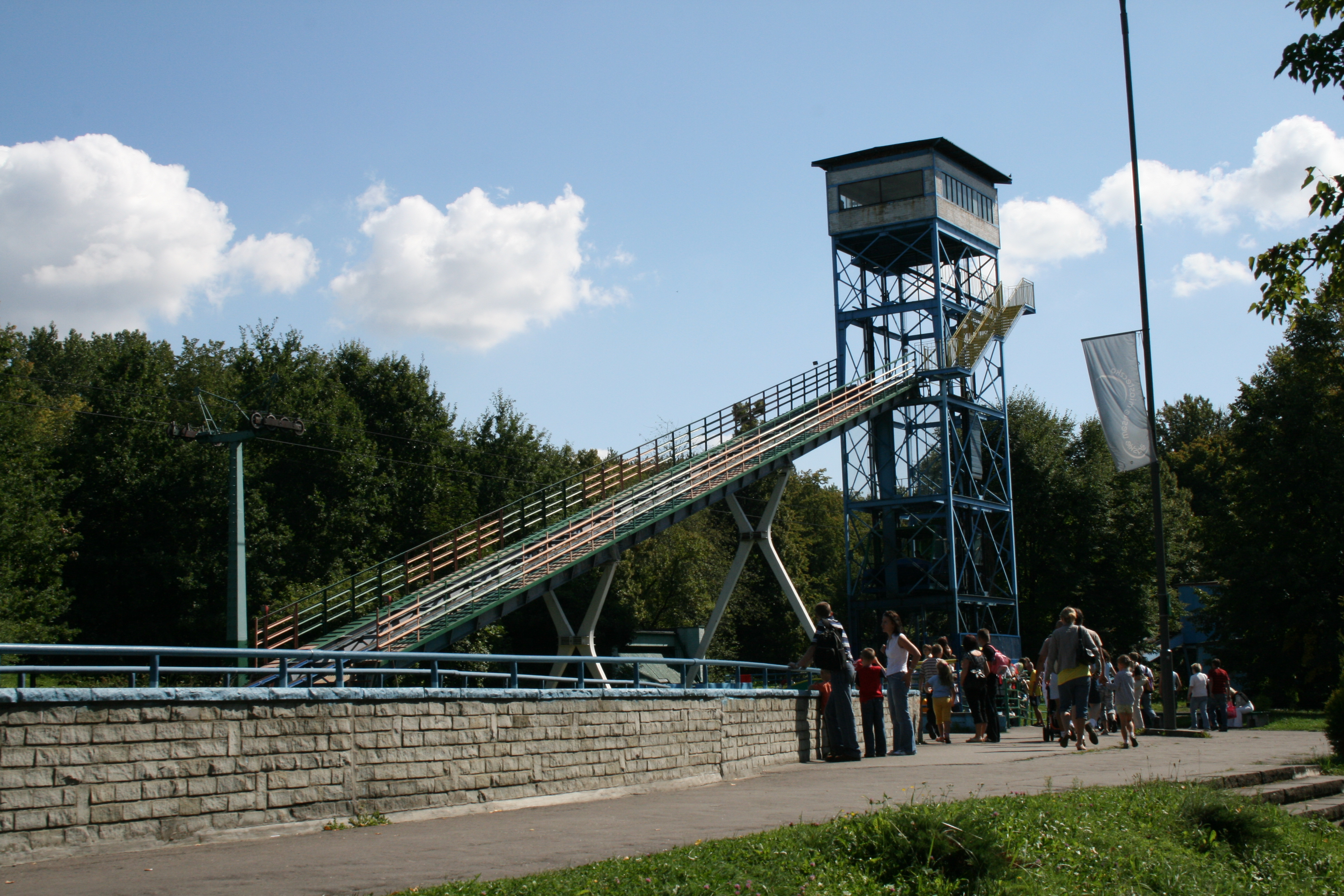
Zeslizg do wody, Shoot the Chute

#### Le petit train
Il a commencé à fonctionner en 1957 avec une première piste qui a relié l’embarcadère au jardin zoologique. Avec le temps, on a allongé la voie du train jusqu’au parc d’attraction. Jusqu’aux années 1990, deux trains ont circulé en navette et se déplaçaient à la vitesse de 15 km/h. Maintenant, il faut 18 minutes pour parcourir toute la voie, qui a 4,2 km de longueur. Il y a cinq arrêts : Parc d’attraction, Jardin zoologique, Planétarium, Łania (qui n’est pas utilisé actuellement) et Embarcadère. Aujourd’hui, il y a seulement une locomotive WLp50 avec deux wagons, dont chacun peut contenir 24 personnes.

#### Le Champ de Mars
C’est un grand pré à côté du Stade de Silésie. Ce terrain est utilisé pour l’organisation de grandes manifestations comme des concerts de musique, des fêtes de la bière et autres. C’est aussi un lieu de repos très populaire en été.

#### Autres
Le parc contient beaucoup d’autres centres de divertissement, entre autres le complexe de piscines « Fala » (existe depuis 1966, contient plusieurs piscines de diverses taille et profondeur); de nombreux cafés, bars et restaurants très fréquentés. On y trouve aussi l’exposition de sculpture silésienne en plein air, le jardin des plantes vivaces, plusieurs fontaines, plusieurs étangs, le Cercle de danse, de nombreuses promenades et pistes cyclable, et autres. Il faut mentionner aussi des éléments du parc qui ne sont plus utilisés, comme le téléphérique « Elka » (fermé en 2006), la piste de luge (Sankodrom) et la zone pour le mini-golf.

## Sources
- http://www.wpkiw.com.pl/main/index.html
- http://www.wpkiw.republika.pl/
- http://www.klelka.republika.pl/
- Wojewódzki Park Kultury i Wypoczynku
- http://www.gkw.pl/pl-wpkiw.htm
- http://gorny-slask.eu/Chorzow/b197,Wojewodzki_Park_Kultury_i_Wypoczynku_WPKiW.html
- http://bi.gazeta.pl/im/8/2654/m2654598.jpg
- http://www.zoo.silesia.pl/